# شاتو

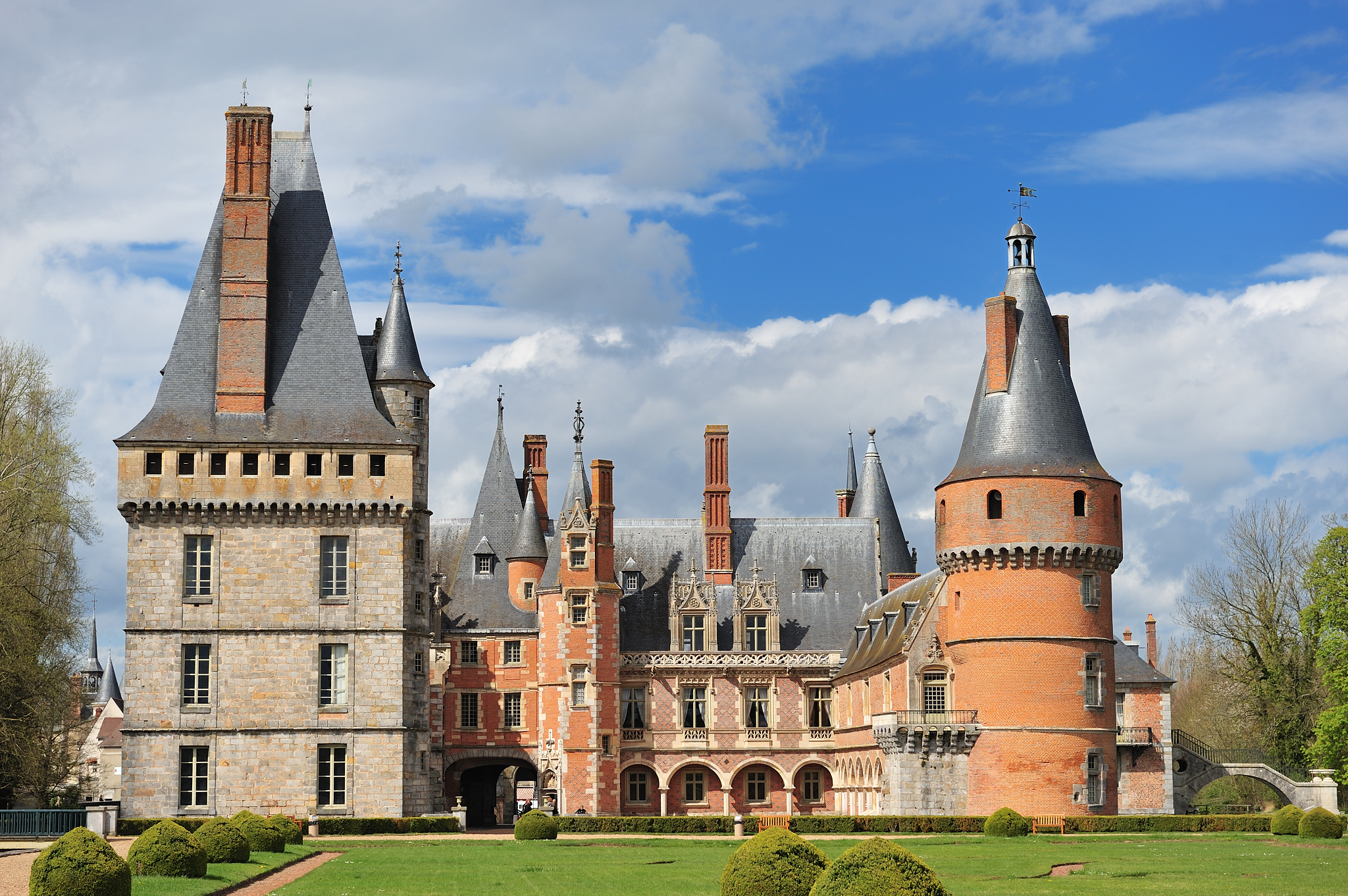
شاتو دو مینتنون

شاتو (فرانسوی: château‎) به عمارت‌هایی کاخ‌مانند به‌ویژه در سرزمین‌های فرانسوی‌زبان که محل اقامت نجیب‌زادگان و اشراف بود، می‌گویند. برخی از قصرهای شاتو دارای استحکامات دفاعی و برخی فاقد این نوع سنگربندی‌ها هستند. در زبان فرانسه واژه شاتو برای کاخ‌ها نیز مورد استفاده قرار می‌گیرد.

## مقالات مرتبط
- شاتو دو چمبورد
- نوفل لو شاتو